# Flygvapnets styrdatasystem

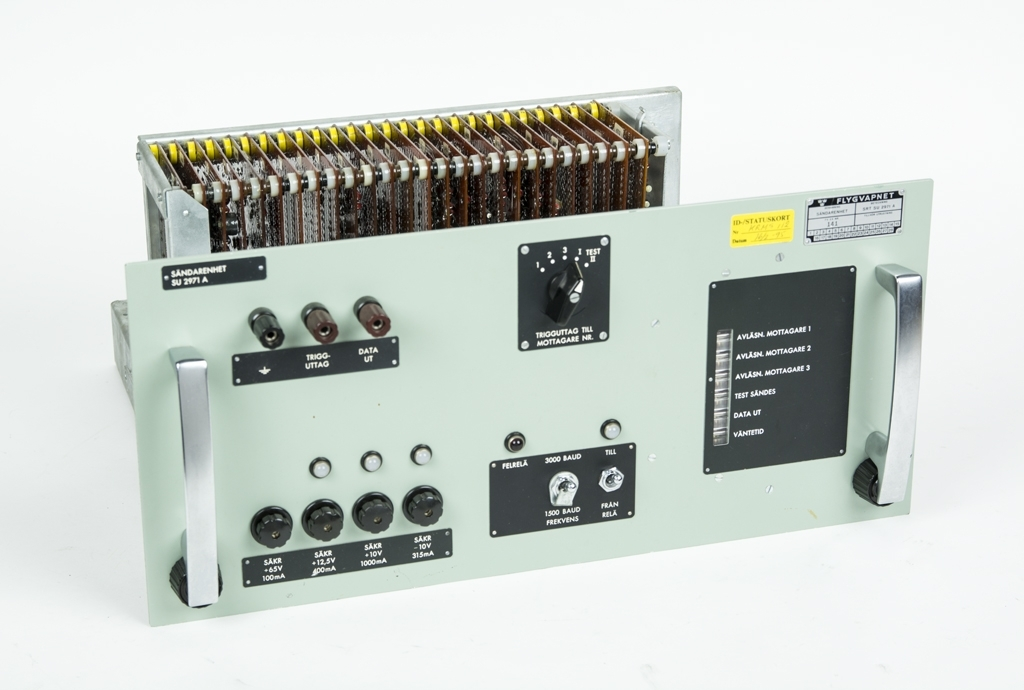
Sammanlagrare för Radioanläggning FMR-10 som infogade styrdatakommandona från stridsledningscentraler i radiosignalen från anläggningen

Flygvapnets styrdatasystem var ett svenskt system för att överföra målinformation och stridsledningskommandon till jaktplan i digital form via ett nät av radiostationer. Denna överföringsteknik var mycket motståndskraftig mot radiostörning. Systemet var en del av systemet STRIL 60. Systemet utvecklades huvudsakligen av Standard Radio & Telefon på uppdrag av Flygförvaltningen från mitten av 1950-talet. Det första av flygvapnets jaktplan som kunde ta emot styrdatasändningarna var J 35B Draken. 

## Teknik

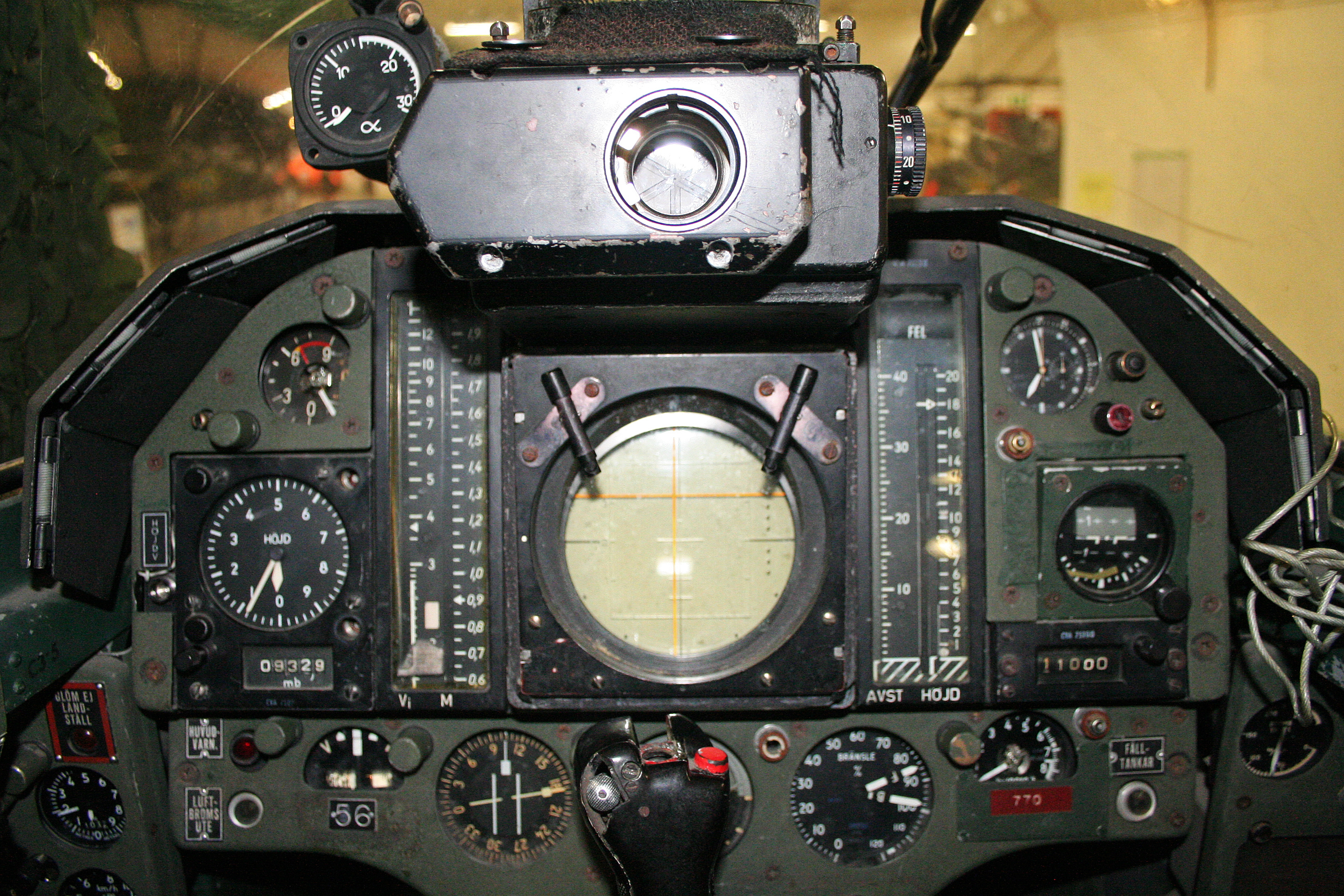
Cockpitinstrumentering från en J 35F med tre instrument som visar styrdata för piloten.

Trots att talöverföring är möjlig vid högre signalbrusförhållande än en enkel dataöverföring så kunde styrdatasystemet göras mer okänsligt för radiostörning än talradio. Detta genom att styrdatasystemet upprepade meddelandena kontinuerligt och sände ut dem över flera olika frekvenser och från flera olika sändare samtidigt. Mottagaren i flygplanet kunde sedan välja den bästa överföringen automatiskt.

## Viggen
Styrdatasystemet utvecklades för att utnyttja den större datorkapaciteten i JA 37. Genom att utnyttja oanvända delar av styrdatameddelandet kunde systemet sända extra information till JA 37. Denna extra information kunde användas till att överföra information om luftläget i stort och inte bara information om det mål som radarjaktledaren ledde jaktplanen mot. Med hjälp av detta kunde överblicken som radargruppcentraler och luftförsvarscentraler hade överföras till jaktplanen utan att dessa behövde använda sin egen radar. Detta gav jaktpiloterna möjlighet att välja mål och taktik själv.
1985 infördes Jaktlänken som gav möjligheten att överföra taktisk information mellan två enskilda flygplan. 1997 utökades möjligheten till att fyra flygplan kunde dela på informationen. Detta medförde att jaktplanen kunde uppträda ännu mer autonomt i förhållande till stridsledningscentralerna på marken.